# Theridion caplandense
Theridion caplandense là một loài nhện trong họ Theridiidae.
Loài này thuộc chi Theridion. Theridion caplandense được Embrik Strand miêu tả năm 1907.